# Chudier Bile
Chudier James Bile (Denver, 7 luglio 1998) è un cestista sudsudanese con cittadinanza statunitense.